# Hrajno
Hrajno (biał. Грайна, Hrajna, ros. Грайно, Grajno) – wieś na Białorusi, w obwodzie grodzieńskim, w rejonie brzostowickim, w sielsowiecie Koniuchy. Położona jest przy drodze krajowej R99 Grodno – Pograniczny, w pobliżu rzeki Świsłoczy, 29 km na południe od Grodna i 13,5 km od granicy polsko-białoruskiej. Na północ i wschód od wsi przebiega granica administracyjna pomiędzy rejonami brzostowickim i grodzieńskim.

## Historia
W czasach I Rzeczypospolitej wieś należała do wójtostwa grajeńskiego, we włości dworu kwasowskiego. Według rewizji z 1558 roku, było w niej 18 włók (ok. 302,3 ha) dobrego gruntu, z czego 2 włóki wójtowskie i 12 na osadzie. W 1560 roku wieś przeszła w ramach wymiany pod władanie wojewody trockiego. Wójtostwo grajeńskie obejmowało wsie: Świsłocz, Balicze, Sukowicze, Chodorowicze, Odla, Bobrowniki, Hrajno i Łaniewicze. Wieś magnacka położona była w końcu XVIII wieku w powiecie grodzieńskim województwa trockiego. 
W czasach zaborów dobra w granicach Imperium Rosyjskiego, w guberni grodzieńskiej, w powiecie grodzieńskim, w gminie Indura. W 1900 roku miały powierzchnię 554 dziesięcin (ok. 605,2 ha) i były własnością Lachnickich. Od 1919 roku w granicach II Rzeczypospolitej. 7 czerwca 1919 roku, wraz z całym powiatem grodzieńskim, weszły w skład okręgu wileńskiego Zarządu Cywilnego Ziem Wschodnich – tymczasowej polskiej struktury administracyjnej. Latem 1920 roku zajęte przez bolszewików, następnie odzyskane przez Polskę. 20 grudnia 1920 roku włączona wraz z powiatem do okręgu nowogródzkiego. Od 19 lutego 1921 roku w województwie białostockim, w powiecie grodzieńskim, w gminie Indura. W 1921 roku miejscowość miała status folwarku. Były w nim 4 domy mieszkalne.
W wyniku napaści ZSRR na Polskę we wrześniu 1939 roku miejscowość znalazła się pod okupacją radziecką. 2 listopada została włączona do Białoruskiej SRR. 4 grudnia 1939 roku włączona do nowo utworzonego obwodu białostockiego. Od czerwca 1941 roku pod okupacją niemiecką. 22 lipca 1941 roku włączona w skład okręgu białostockiego III Rzeszy. W 1944 roku ponownie zajęta przez wojska radzieckie i włączona do obwodu grodzieńskiego Białoruskiej SRR. Od 1991 roku w składzie niepodległej Białorusi.
W przeszłości w folwarku znajdował się dwór Lachnickich. Do czasów obecnych zachowały się pozostałości zabudowań dworskich.

## Demografia
Według spisu powszechnego z 1921 roku, folwark zamieszkany był przez 51 osób, wyłącznie Polaków. Katolicyzm wyznawało 26 mieszkańców, prawosławie – 22, judaizm – 3.